# Zawi Chemi
Zawi Chemi è un sito dell'inizio del Neolitico, popolato a partire dal XI millennio a.C, insieme ai siti  adiacenti di Karim Shahir e Shanidar, nel Kurdistan Iracheno. 
I reperti ritrovati nel sito sono datati fra il X e il IX millennio a.C., catalogati come appartenenti al Neolitico Preceramico, per evidenti segni di un insediamento stabile.
L'insediamento fu scoperto da R. L. Solecki nel 1956, e il suo principale livello (B), con strutture di abitato circolari, è stato datato a ca. 8900 a.C..
I reperti ritrovati sono costituiti da microliti geometrici ricavati da selce.
Sono inoltre presenti numerosi altri manufatti ricavati da pietre usate nel neolitico, come laclorite e la quarzite, per ricavare oggetti atti alla lavorazione dei cerealiovvero macine e macinelli, probabilmente per macinare i semi di grano, frumento ed orzo, abbondante in questo sito allo stato brado.
Tale periodo è solitamente suddiviso in due fasi: La più antica, attribuibile all'Epipaleolitico o al Mesolitico (XI millennio a,C.), è attestata una attività di caccia selettiva ai cervi e a capridi selvatici. 
La fase più recente (X-IX millennio a.C.), si ritrovano segni propri del Neolitico, come una attività agricola e di allevamento ovino, classificabile come protoneolitica.
Le ossa rinvenute testimoniano che le pecore erano già addomesticate a Zawi Chemi e a Shanidar.